# Saga hellenica
Saga hellenica är en insektsart som beskrevs av Johann Heinrich Kaltenbach 1967. Saga hellenica ingår i släktet Saga och familjen vårtbitare. Inga underarter finns listade i Catalogue of Life.